# Pamukkale
Pamukkale, ("castelo de algodão") em turco está situado em Denizli, Turquia. É um conjunto de piscinas termais de origem calcária que com o passar dos séculos formaram bacias gigantescas de água que descem em cascata numa colina. A formação do Pamukkale deve-se aos locais térmicos quentes por baixo do monte que provocam o derrame de carbonato de cálcio, que depois solidifica como mármore travertino. Foi declarado Património Mundial da UNESCO juntamente com Hierápolis em 1988.

## Galeria

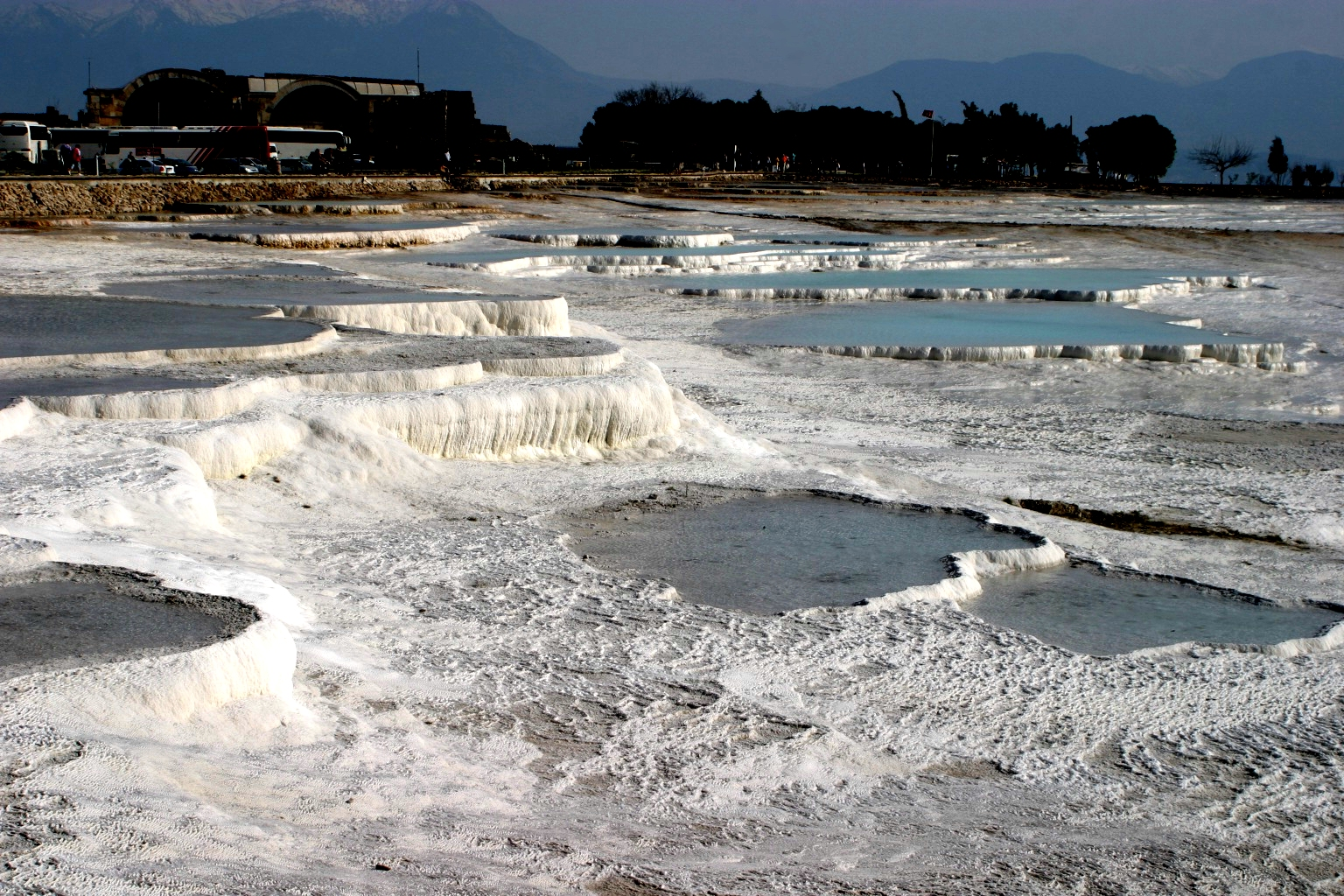
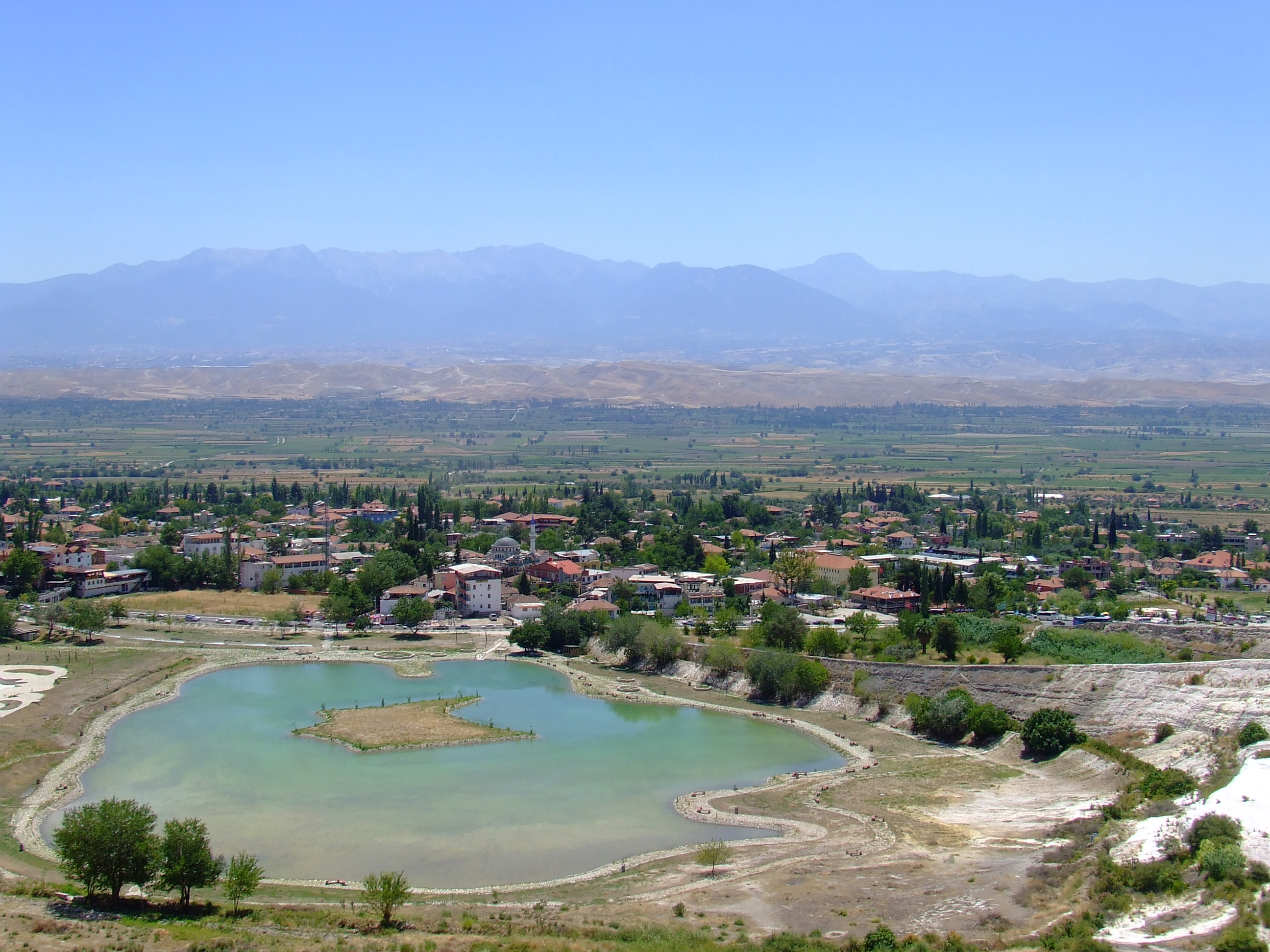
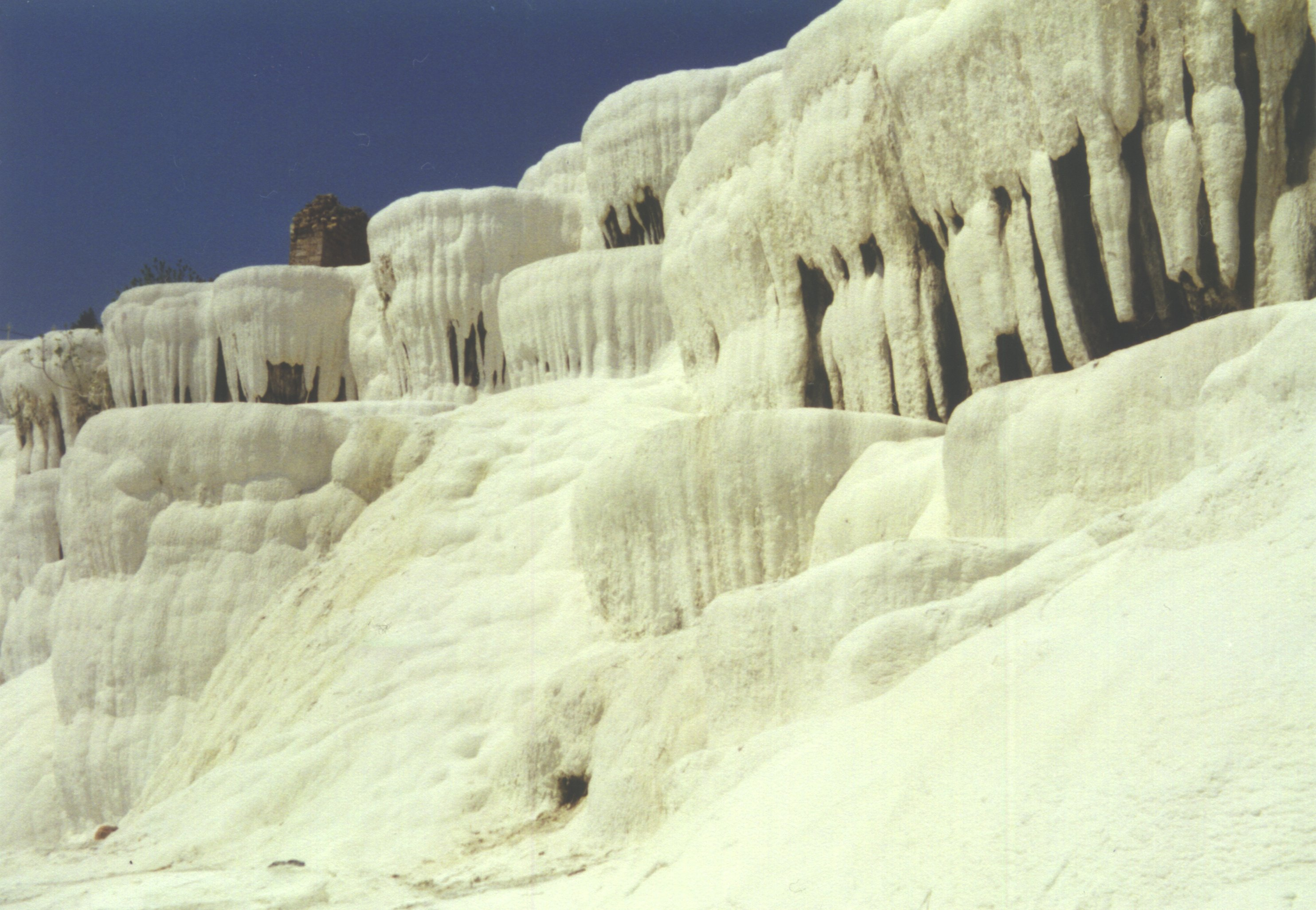
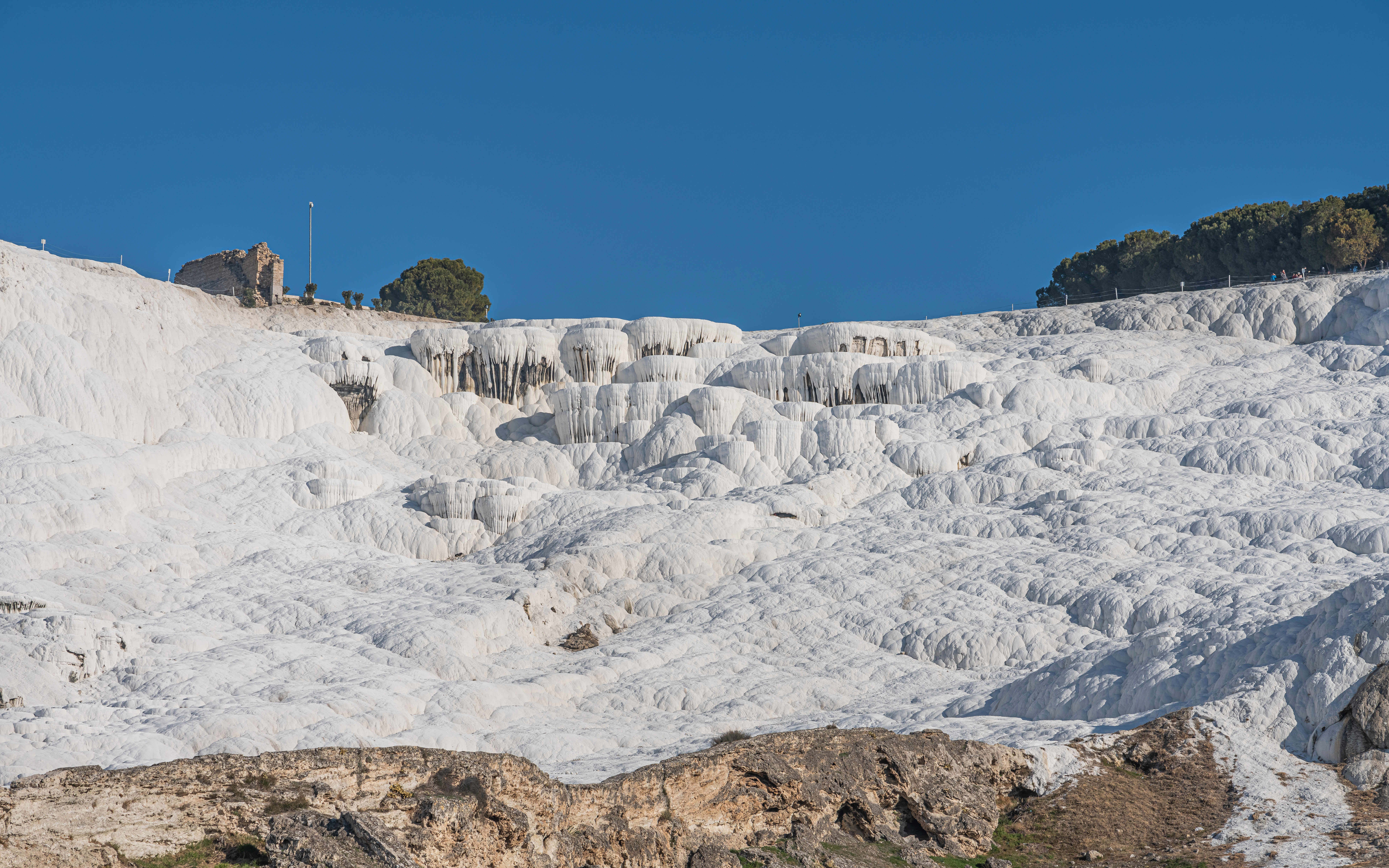